# Missionshotel
Missionshoteller var i Danmark en særlig type hoteller mellem 1888 og 2011, hvor det sidste egentlige missionshotel Stella Maris i Svendborg blev solgt af Indre Mission for at blive renoveret og drevet videre efter et andet koncept.,
Man havde morgenandagt, fællesbøn og alkoholforbud.
| „ | Det er et stykke betydningsfuldt danmarkshistorie, der drejer nøglen, og det burde fremkalde reaktioner. Missionshotellerne har spillet en vigtig rolle i alle stationsbyer, der voksede frem i 1860'erne. ... | “ |
|   | — Johannes Nørregaard Frandsen. |   |

I 2004 var der endnu 4 missionshoteller tilbage i Danmark, og disse var organiseret i sammenslutningen Danmarks Missionshoteller.
I dag findes der endnu et antal hoteller/gæstgiverier i Danmark, der klassificerer sig som enten refugier, sømandshjem eller missionshoteller, men betegnelserne dækker ikke længere helt det samme, som var kendetegnende for de egentlige missionshoteller indtil 2011.